# Делия (река)

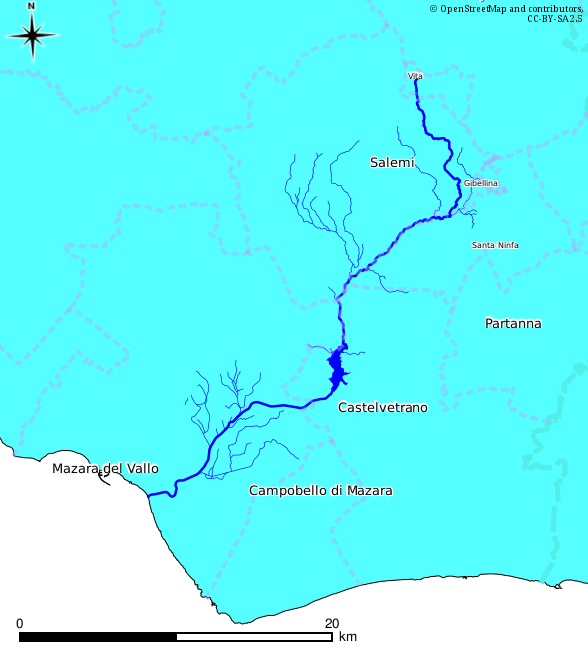
Карта реки Делия

Де́лия (итал. Delia; Арена — итал. Arena; устар. Галик — др.-греч. Haly̆cus, Ἅλυκος) — река в Сицилии. Длина реки 42,96 км, площадь бассейна 309 км². Исток находится у городка Вита, течёт в юго-западном направлении, впадает в Средиземное море на южном берегу острова, при городе Мадзара-дель-Валло. В 1958—1959 годах на реке было построено водохранилище Тринита (итал. Trinità).